# Ширококлювый малюр
Ширококлювый малюр (лат. Chenorhamphus grayi) — вид птиц семейства малюровых. Подвидов не выделяют. Распространён на Новой Гвинее. Местами обитания являются низинные девственные леса.

## Систематика
Ширококлювый малюр первоначально был описан в составе устаревшего рода Todopsis. Раньше его объединяли с Chenorhamphus campbelli в составе рода Malurus пока анализ митохондриальной и ядерной ДНК в 2011 году не показал сильное расхождение между двумя подвидами, в результате чего они были разделены на отдельные виды. Исследование также показало, что они лежат в одной кладе с родами Sipodotus и Clytomyias что привело к их последующей реклассификации в собственный род Chenorhamphus.

## Описание
Ширококлювый малюр достигает длины 12—14 см и массы от 12,8 до 17 г. У взрослых самцов макушка и лоб пёстрые, с угольно-голубыми кончиками перьев. Надбровная дуга небесно-голубого цвета, тянется от клюва до затылка. От ушей до воротника на затылке проходит чёрная полоса, на ушах есть длинные, ланцетовидные, небесно-голубые пучки перьев. Мантия и лопатки дымчато-голубые, нижняя часть спины ярко-синяя, верх крыльев и хвост серо-коричневые. Нижняя часть тела бледно-голубая. Широкий, длинный и приплюснутый клюв черного цвета. Радужная оболочка темно-коричневая. Ноги коричневые. Взрослые самки очень похожи на самцов, за исключением тёмно-коричневой макушки и лба, а также белого брюха.

## Распространение и места обитания
Ширококлювый малюр является эндемиком Новой Гвинеи. Естественными местами обитания в основном являются девственные леса. Встречается на небольших прогалинах в тропических лесах, особенно вокруг поваленных деревьев, небольших оползней или на горных хребтах с разрушенными кронами на высоте до 1000 м над уровнем моря, редко до 1600 м. Избегает вторичных зарослей и мест, подверженных влиянию человека.

## Биология

### Питание
О рационе ширококлювого малюра мало что известно, хотя считается, что он питается насекомыми. Как и другие новогвинейские малюры, этот вид кормится на земле и в густом подлеске, особенно вокруг открытых корней деревьев; обычно под пологом леса на высоте не более 4,5 м от земли.

### Размножение
Самцы с увеличенными семенниками были собраны в июле. Птенцы также были обнаружены в феврале. Единственное известное гнездо находилось на высоте 50 см от земли в девственном лесу на гребне хребта шириной 20 м. Это была полость во мху, покрывавшая ствол небольшого дерева, глубиной 8 см и шириной 5 см. Изнутри гнездо было выстлано сухой хвоей вместе с полосками коры и в октябре содержало двух птенцов.